# Horster Dreieck
Das Horster Dreieck ist ein Autobahndreieck in Niedersachsen. Es verbindet zusammen mit dem benachbarten Maschener Kreuz die Bundesautobahnen 1, 7 und 39.
Das Horster Dreieck besteht aus einem Nord- und einem Südteil, die ineinander übergehen: 
- der Nordteil ist als ein unvollständiges Dreieck angelegt und spaltet lediglich die Bundesautobahn 1 aus Richtung Lübeck auf. Dieses Dreieck ist unvollständig, weil man in ihm auf der A7 aus südlicher Richtung kommend nicht direkt auf die A1 in Richtung Bremen abbiegen kann; dies wird stattdessen ermöglicht durch ein Ohr, das erreichbar ist, wenn man im Südteil des Horster Dreiecks zunächst auf die A7 Richtung Norden / Hamburg abbiegt.
- der Südteil ist als eine Gabelung angelegt, welche die eigentliche Verbindung der beiden Autobahnen A 1 und A 7 darstellt. Diese Verbindung zwischen Nord- und Südteil bildet zudem die durchgehende Autobahn im Horster Dreieck, während zum Verbleib auf der jeweiligen Autobahn im Dreieck abgebogen werden muss (TOTSO).

Wenige Meter nördlich des Nordteils des Horster Dreiecks mündet dieses in den Ostteil des Maschener Kreuzes, das die A 1 mit der A 39 verbindet.
Etwa 1,5 km weiter nördlich fädelt die A 39 in die A 7 ein, was zugleich den Westteil des Maschener Kreuzes darstellt.
Das Horster Dreieck und das benachbarte Maschener Kreuz bilden zusammenhängend den fünfarmigen Autobahnknotenpunkt der Bundesautobahnen 1, 7 und 39. Dabei verbinden die beiden Autobahnkreuze nur gemeinsam die drei Autobahnen miteinander, da es Wechselbeziehungen gibt, die im Horster Dreieck nicht gefahren werden können, sondern stattdessen über das Maschener Kreuz abgewickelt werden, jeweils unter kurzfristiger Nutzung der dritten Autobahn:
- von der A 7 aus nördlicher Richtung kommend auf die A 1 Richtung Lübeck
- von der A 7 aus nördlicher Richtung kommend auf die A 1 Richtung Bremen
- von der A 1 aus Bremen kommend auf die A 7 Richtung Hamburg
- von der A 7 aus südlicher Richtung kommend auf die A 39.

Für die Relation Hamburg (A 7) Richtung Bremen (A 1) und umgekehrt besteht die Möglichkeit über die Bundesautobahn 261 abzukürzen.

## Verkehrsaufkommen
| Von                          | Nach               | Durchschnittliche tägliche Verkehrsstärke | Durchschnittliche tägliche Verkehrsstärke | Durchschnittliche tägliche Verkehrsstärke | Anteil Schwerlastverkehr | Anteil Schwerlastverkehr | Anteil Schwerlastverkehr |
| Von                          | Nach               | 2005                                      | 2010                                      | 2015                                      | 2005                     | 2010                     | 2015                     |
| ---------------------------- | ------------------ | ----------------------------------------- | ----------------------------------------- | ----------------------------------------- | ------------------------ | ------------------------ | ------------------------ |
| Maschener Kreuz (Ost) (A 1)  | Horster Dreieck    | 73.000                                    | 90.700                                    | 91.100                                    | -                        | 15,5 %                   | 13,8 %                   |
| Horster Dreieck              | AS Hittfeld (A 1)  | 45.000                                    | 52.600                                    | 64.400                                    | -                        | 15,1 %                   | 15,0 %                   |
| Maschener Kreuz (West) (A 7) | Horster Dreieck    | 31.200                                    | 28.500                                    | 32.800                                    | 16,1 %                   | 16,0 %                   | 15,5 %                   |
| Horster Dreieck              | AS Ramelsloh (A 7) | 67.600                                    | 67.100                                    | 73.100                                    | 14,3 %                   | 15,3 %                   | 13,1 %                   |